# Bahnstrecke Belluno–Calalzo
| Regionalzug im Bahnhof Calalzo (1996) |                      |                                 |                                 |
| Streckennummer (RFI): | 54                   |                                 |                                 |
| Kursbuchstrecke (IT): | 226                  |                                 |                                 |
| Streckenlänge: | 44 km                |                                 |                                 |
| Spurweite: | 1435 mm (Normalspur) |                                 |                                 |
| |                      |                                 |                                 |
| \| \| \| nach Treviso \| \| \| \| 85,093 \| Belluno \| Belluno \| \| \| 92,715 \| Ponte nelle Alpi-Polpet \| Ponte nelle Alpi-Polpet \| \| \| \| nach Conegliano \| \| \| \| 99,749 \| Faè-Fortogna \| Faè-Fortogna \| \| \| 103,033 \| Longarone-Zoldo \| Longarone-Zoldo \| \| \| \| Castellavazzo bis 2002[1] \| \| \| \| 110,578 \| Ospitale di Cadore \| Ospitale di Cadore \| \| \| 118,492 \| Perarolo di Cadore \| Perarolo di Cadore \| \| \| \| Monte Zucco (2698 m) \| \| \| \| \| Sottocastello-Tai \| \| \| \| 128,952 \| Calalzo-Pieve di Cadore-Cortina \| Calalzo-Pieve di Cadore-Cortina \| |                      |                                 |                                 |
| Strecke |                      | nach Treviso                    | nach Treviso                    |
| Bahnhof | 85,093               | Belluno                         | Belluno                         |
| Bahnhof | 92,715               | Ponte nelle Alpi-Polpet         | Ponte nelle Alpi-Polpet         |
| Abzweig geradeaus und nach rechts |                      | nach Conegliano                 | nach Conegliano                 |
| Haltepunkt / Haltestelle | 99,749               | Faè-Fortogna                    | Faè-Fortogna                    |
| Bahnhof | 103,033              | Longarone-Zoldo                 | Longarone-Zoldo                 |
| ehemaliger Bahnhof |                      | Castellavazzo bis 2002          | Castellavazzo bis 2002          |
| Bahnhof | 110,578              | Ospitale di Cadore              | Ospitale di Cadore              |
| Bahnhof | 118,492              | Perarolo di Cadore              | Perarolo di Cadore              |
| Tunnel |                      | Monte Zucco (2698 m)            | Monte Zucco (2698 m)            |
| ehemaliger Haltepunkt / Haltestelle |                      | Sottocastello-Tai               | Sottocastello-Tai               |
| Kopfbahnhof Streckenende | 128,952              | Calalzo-Pieve di Cadore-Cortina | Calalzo-Pieve di Cadore-Cortina |

Die Bahnstrecke Belluno–Calalzo ist eine italienische Bahnstrecke in der Region Venetien. Sie ist normalspurig, nicht elektrifiziert und hat eine Länge von rund 44 km.

## Geschichte
Der Abschnitt von Belluno nach Longarone wurde am 8. August 1912 eingeweiht. Am 5. Juni 1913 folgte der Abschnitt Longarone-Perarolo di Cadore. Der letzte Abschnitt von Perarolo di Cadore nach Calalzo di Cadore wurde am 18. Mai 1914 eröffnet. Bis im Jahr 1964 bestand in Calalzo di Cadore mit der Dolomitenbahn Bahnanschluss nach Cortina d’Ampezzo und weiter nach Toblach.

## Betrieb heute
Im Bereich des Personenverkehrs verkehren auf der Strecke ausschließlich Regionalzüge der Ferrovie dello Stato (FS), welche gleichzeitig auch Betreiber der Strecke ist. Die meisten Züge verkehren weiter bis Padua, einige auch bis nach Venedig. Mit Stand 2015 verkehren Triebzüge der Baureihe FS ALn 668.